# Espadañedo
Espadañedo is een gemeente in de Spaanse provincie Zamora in de regio Castilië en León met een oppervlakte van 77,35 km². Espadañedo telt 123 inwoners (1 januari 2016).

## Demografische ontwikkeling
Bron: INE, 1857-2011: volkstellingen
Opm.: In 1857 werden de gemeenten Carbajales de la Encomienda, Faramontanos de la Sierra, Utrera de la Encomienda en Vega del Castillo aangehecht